# Любахови
Любахови (пол. Lubachowy) — село в Польщі, у гміні Москожев Влощовського повіту Свентокшиського воєводства.
Населення — 169 осіб (2011).
У 1975-1998 роках село належало до Ченстоховського воєводства.

## Демографія
Демографічна структура на день 31 березня 2011 року:
|          | Загалом | Допрацездатний вік | Працездатний вік | Постпрацездатний вік |
| -------- | ------- | ------------------ | ---------------- | -------------------- |
| Чоловіки | 88      | 15                 | 59               | 14                   |
| Жінки    | 81      | 12                 | 42               | 27                   |
| Разом    | 169     | 27                 | 101              | 41                   |